# Bélgica en el Festival de la Canción de Eurovisión 1957
Bélgica participó en la segunda edición del Festival de la Canción de Eurovisión en Fráncfort del Meno, Alemania el 3 de marzo de 1957. Fue su segunda participación en el certamen. Su representante fue Bobbejaan Schoepen con la canción Straatdeuntje cantada en idioma neerlandés. La canción fue cantada primera en la noche, obtuvo 5 puntos lo que le dio el 8.º lugar en esa edición.
De T.V. Maakt Muziek fue el nombre del programa en el cual se eligió la canción representante de Bélgica para la segunda edición del Festival de la Canción de Eurovisión en 1957.

## La final nacional
Todas las canciones presentadas en De T.V. Maakt Muziek fueron cantadas por Bobbejaan Schoepen, aunque no las cantó en vivo todas, fueron presentadas como videoclips. La fecha del show se desconoce. El jurado eligió la canción «Straatdeuntje», la cual se convirtió en la tercera entrada de este país en certamen.

### Concursantes
| N.º | Artista            | Canción                     | Lugar |
| --- | ------------------ | --------------------------- | ----- |
| 1   | Bobbejaan Schoepen | «Straatdeuntje»             | 1     |
| 2   | Bobbejaan Schoepen | «Zomernacht in Gay Paree»   | ¿?    |
| 3   | Bobbejaan Schoepen | «Het Beeld van Mijn Moeder» | ¿?    |

## En el Festival de Eurovisión
La canción de Bélgica fue cantada primera en la noche, precediendo a la luxemburguesa Danièle Dupré con Amours mortes (tant de peine). Straatdeuntje obtuvo un total de cinco puntos y se clasificó en el 8.º puesto. El jurado belga la mayoría de sus puntos (5/10) la dio a la canción ganadora de Países Bajos. La mayoría de sus puntos ganados en el concurso fue de parte de Dinamarca (2/5) y Alemania (2/5).
El director de la orquesta para la canción belga fue Willy Berking. El portavoz que anunció los puntos otorgados por Bélgica fue Bert Leysen. Los comentaristas belgas fueron Anton Peters y Janine Lambotte.

### Votación
Cada país envió un jurado de diez personas. Cada miembro del jurado pudo dar un punto para su canción favorita.

#### Puntos otorgados
| 5 puntos | Países Bajos |
| 2 puntos | Francia      |
| 1 punto  | Italia       |
| 1 punto  | Alemania     |
| 1 punto  | Reino Unido  |

#### Puntos obtenidos
| 1 punto  | Suiza     |
| 2 puntos | Dinamarca |
| 2 puntos | Alemania  |